# Boeing 717
Boeing 717 — реактивный пассажирский самолёт, производившийся концерном Boeing. Самолёт McDonnell Douglas MD-95, переименованный в Boeing 717 после приобретения компанией Boeing авиастроительных заводов Дуглас в августе 1997 г., стал последней моделью, выпускавшейся с 1960-х годов серии среднемагистральных самолётов Дуглас DC-9 и MD-80/90. Первый полёт Boeing 717 совершил 2 сентября 1998 года. Эксплуатируется с 12 октября 1999 года. Производился с 1995 года по 23 мая 2006 года. Всего построено 156 самолётов.

## Эксплуатанты Boeing 717
По данным planespotters.net, по состоянию на начало 2022 года в парке авиакомпаний числится 124 самолёта Boeing 717, из них 32 на хранении:
- Delta Air Lines (91, из них 6 на хранении)
- QantasLink (20)
- Hawaiian Airlines (19, из них 1 на хранении)
- Volotea (15 на хранении)
- Туркменские Авиалинии (7 на хранении)

## Характеристики самолёта
- Двигатели:
  - BMW/Rolls Royce BR715 (2 х 8400 кгс)
- Размеры:
  - размах крыла (м) 28,44
  - длина самолёта (м) 37,81
  - высота (м) 8,92
  - площадь крыла (м²) 92,9
  - угол стреловидности крыла по линии 1/4 хорд (градусы) 24 °
  - максимальная ширина фюзеляжа (м) 3,3
- Число мест:
  - экипаж 2
  - пассажиров в кабине двух классов 106
  - в экономическом классе 98
  - максимальное 124
- Размеры пассажирской кабины
  - максимальная ширина (м) 3,14
  - максимальная высота (м) 2,06
- Массы и нагрузки
  - взлётная (т) 51,71 (54,885)
  - пустого снаряжённого (т) 31,675 (32,11)
  - самолёта без топлива (т) 43,5
  - полезная нагрузка (т) 12,2
  - посадочная (т) 46,2
  - запас топлива, (л) 16670
- Скорость:
  - крейсерская скорость (км/ч) 810
  - максимальная скорость (км/ч) 930
- дальность полёта с максимальным запасом топлива (км) 3820

## Аэродинамическая схема
- двухмоторный турбовентиляторный низкоплан со стреловидным крылом, Т-образным оперением (с переставным стабилизатором) и задним расположением двигателей.

## Самолёты аналогичного класса
- Airbus A318
- Ту-134
- Ту-334
- Fokker 100
- Avro RJ series
- Boeing 737-600
- Embraer 190
- Embraer 195
- Bombardier CSeries
- Sukhoi Superjet